# Axel Vogel

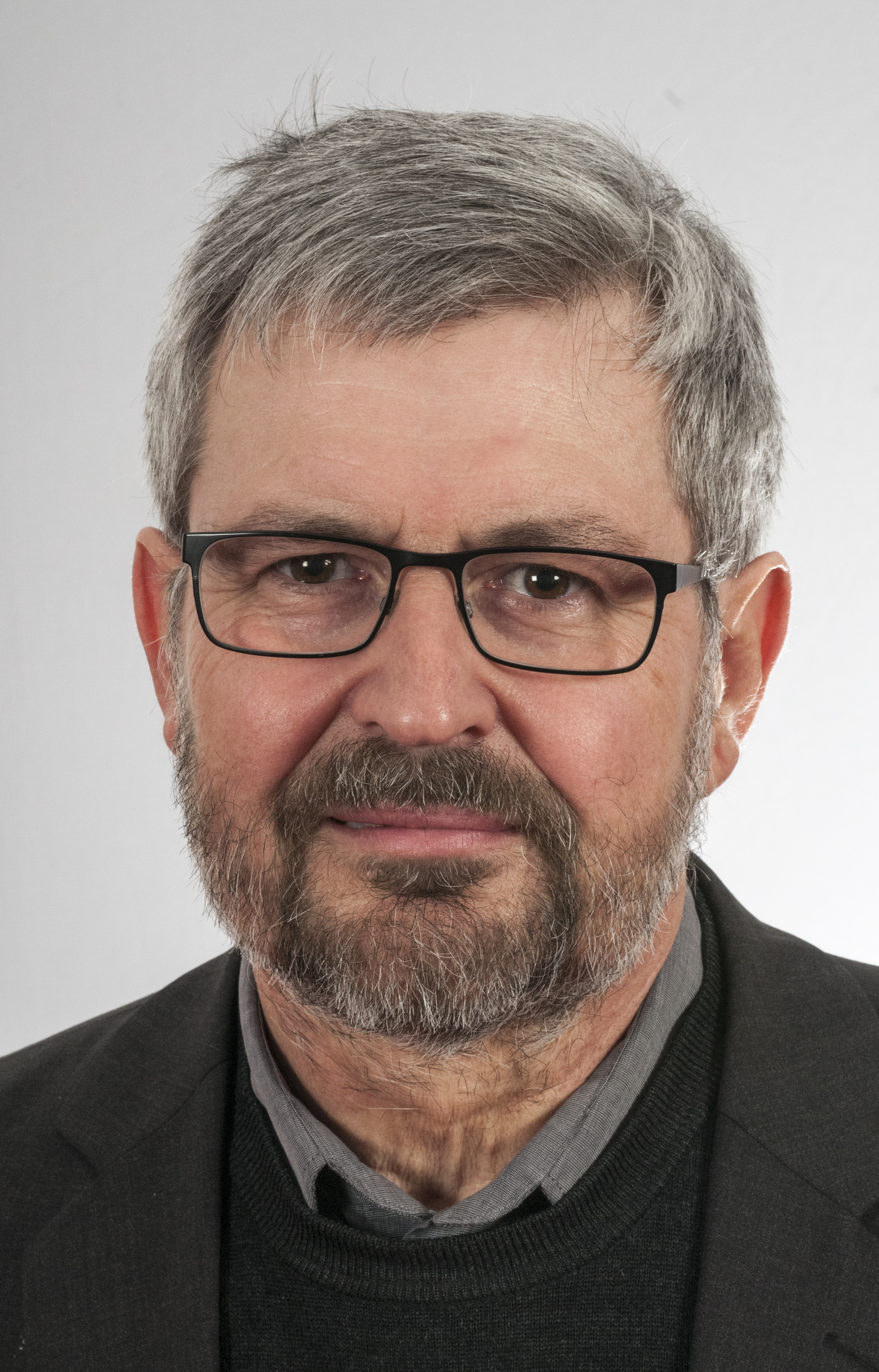
Axel Vogel (2016)

Axel Vogel (* 3. Juni 1956 in Bochum) ist ein deutscher Politiker der Grünen. Er war von 1985 bis 1987 Mitglied des Deutschen Bundestags. Von 2009 bis 2019 gehörte er dem Brandenburger Landtag an und war dort Vorsitzender der grünen Landtagsfraktion. Von 2019 bis 2024 war er Minister für Landwirtschaft, Umwelt und Klimaschutz des Landes Brandenburg im Kabinett Woidke III.

## Leben

### Politische Tätigkeit bis 1991
Axel Vogel gehörte 1980 zu den Gründungsmitgliedern der Grünen. Er war zunächst in der Geschäftsstelle des Landesverbands Bayern tätig, bevor er 1983 wissenschaftlicher Mitarbeiter der ersten grünen Bundestagsfraktion wurde. Durch die in dieser Fraktion beschlussgemäß durchgeführte Zweijahresrotation gehörte er dem Bundestag von 1985 bis 1987 als Abgeordneter an. Er zog über die Landesliste Bayern ins Parlament ein.
Von 1987 an war Vogel zunächst für ein Jahr als Mitarbeiter der grünen Landtagsfraktion in Bayern tätig. 1988 wurde er zum Bundesschatzmeister der Grünen gewählt, wo er Hermann Schulz nachfolgte, der zuvor wie der gesamte Bundesvorstand der Grünen infolge von Unregelmäßigkeiten bei der Sanierung der Bundesgeschäftsstelle zurückgetreten war. Das Amt des Bundesschatzmeisters übte Vogel bis 1991 aus, sein Nachfolger wurde Henry Selzer.
Neben der politischen Tätigkeit absolvierte Vogel von 1980 bis 1991 ein Studium der Wirtschaftswissenschaften an der Fernuniversität Hagen.

### Tätigkeit in Brandenburg seit 1991
Seit 1991 ist Axel Vogel in Brandenburg tätig. Auf Initiative des damaligen Umweltministers Matthias Platzeck sollte er die Ausweisung von Naturschutzflächen organisieren und übte so von 1992 bis 2004 verschiedene Funktionen in der Brandenburger Landesanstalt für Großschutzgebiete aus. Von 2004 an war er Abteilungsleiter für Ökologie, Naturschutz und Wasser im Landesumweltamt.
Von 2005 bis 2009 amtierte Vogel als einer von zwei gleichberechtigten Vorstandssprechern des Brandenburger Landesverbands von Bündnis 90/Die Grünen; die Ko-Sprecherin war von 2005 bis 2007 Katrin Vohland und von 2007 bis 2009 Ska Keller. Bei der Landtagswahl in Brandenburg 2009 wurde er über die Landesliste der Grünen in den Landtag von Brandenburg gewählt. Dort war er Vorsitzender der grünen Landtagsfraktion, stellvertretender Vorsitzender des Landtagsausschusses für Haushaltskontrolle und Mitglied des Ausschusses für Wirtschaft sowie des Ausschusses für Haushalt und Finanzen, des Wahlprüfungsausschusses und der Enquetekommission. Bei den Landtagswahlen 2014 und 2019 erhielt er wiederum ein Mandat über die Landesliste seiner Partei und wurde jeweils in der Funktion des Fraktionsvorsitzenden bestätigt. Nach seiner Ernennung zum Minister legte er zum 31. Dezember 2019 sein Landtagsmandat nieder. Für ihn rückte Ricarda Budke nach.
Am 20. November 2019 wurde Vogel zum Minister für Landwirtschaft, Umwelt und Klimaschutz des Landes Brandenburg im Kabinett Woidke III ernannt. Am 22. November 2024 trat er mit sofortiger Wirkung von seinem Ministeramt zurück, nachdem seine Parteikollegin Ursula Nonnemacher von Ministerpräsident Woidke als Ministerin entlassen worden war.

### Privat
Vogel lebt in Eberswalde.